# Postgeschichte und Briefmarken Badens
Durch die Briefmarken, die von dem Deutschen Staat Baden zwischen 1851 und 1871 herausgegeben wurden, ist die Badner Postgeschichte noch heute in einigen Sammelalben als eigenständiges Gebiet präsent.

## Vor der Einführung der ersten Briefmarken
Die italienische Kurierfamilie Taxis, die sich 1650 in Thurn und Taxis umbenannte und in den Hochadel aufstieg, hatte in Baden großen Einfluss auf die postalische Entwicklung. Das älteste Postamt in Baden wurde 1490, urkundlich nachweisbar ab 1495 in Rheinhausen bei Speyer als Station am Postkurs von den Niederlanden nach Innsbruck und Italien eingerichtet.
Seit dem späten 17. Jahrhundert errichteten die Thurn und Taxis als Betreiber der kaiserlichen Reichspost ein nahezu flächendeckendes Postwesen und übernahmen die gesamte Postorganisation in Baden. Erst 1811 ging die Postverwaltung von Baden durch den Zessionsvertrag von Thurn und Taxis in die eigenen Hände über. Das Postwesen wurde immer mehr ausgebaut. Am 16. Oktober 1850 kam die zweite badische Kammer überein, dass sich das Land am Beirat des am 6. April 1850 vertraglich festgesetzten Deutsch-Österreichischen Postverein beteiligen würde. Der eigentliche Beitritt zum Postverein sollte am 1. Mai 1851 erfolgen, bis dahin sollten Freimarken gedruckt werden, mit deren Entwurf der badische Münzrat Ludwig Kachel (1791–1878) beauftragt wurde. Die Verordnung über den künftigen Postverkehr im Innern des Großherzogtums Baden wurde am 16. April 1851 in Nr. XXVI des Großherzoglich-Badischen Regierungs-Blattes veröffentlicht.

## Eigene Briefmarkenausgaben

### Die ersten Briefmarken

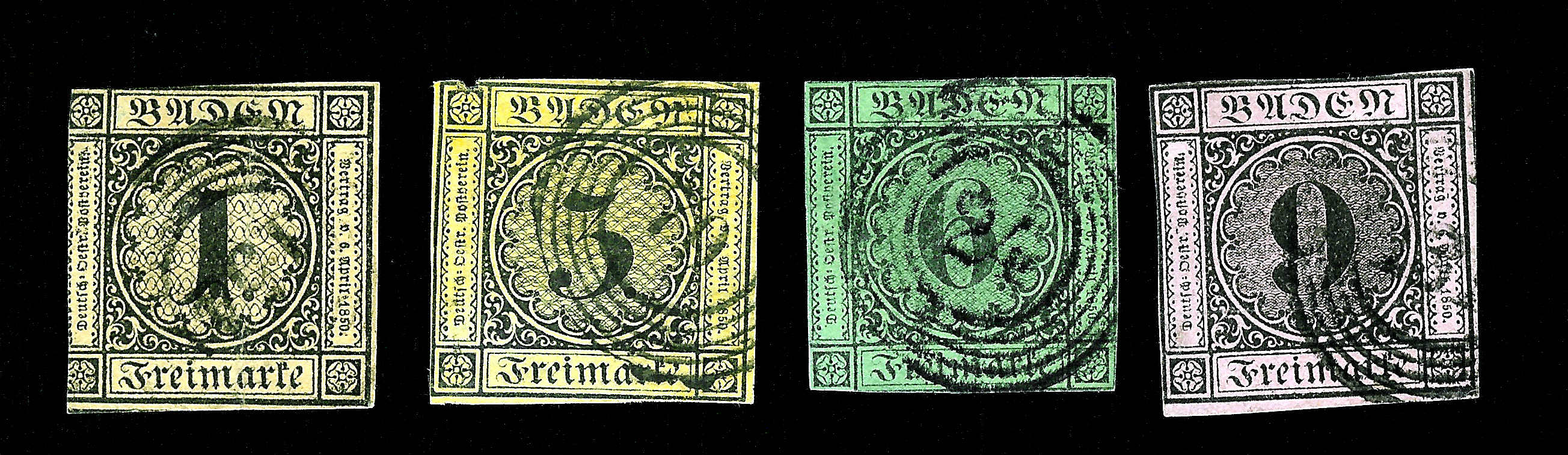
Baden Kreuzer 1, 3, 6 und 9

Am 1. Mai 1851 wurden im Großherzogtum Baden die ersten vier Freimarken zu 1, 3, 6 und 9 Kreuzer ausgegeben. Mit diesen Werten konnte man damals alle wichtigen Posttarife hinsichtlich Entfernung und Gewicht abdecken. Die Briefmarken sind als Ziffernzeichnungen, die in einem mittleren Kreis von 14,5 Millimeter Durchmesser deutlich den jeweiligen Postwert hervorheben, ausgeführt. In den einfassenden Rahmen tragen diese Briefmarken die Schriftzüge „Baden“ (oben) und „Freimarke“ (unten) sowie „Deutsch-Östr.-Postverein / Vertrag vom 6. April 1850“ (links und rechts). Die in Schwarz auf verschiedenfarbiges Papier gedruckten Marken wiesen keine Seidenfäden oder Wasserzeichen auf, waren stattdessen aber mit einem der Öffentlichkeit vorenthaltenen geheimen Stecherzeichen zur Vermeidung von Fälschungen versehen.

### 9 Kreuzer blaugrün
Unter „9 Kreuzer blaugrün“ versteht der Philatelist den Farbfehldruck des Wertes zu 9 Kreuzer der ersten Briefmarkenausgabe Badens in blaugrüner statt rosa Farbe. Die blaugrüne Farbe war für den Wert zu 6 Kreuzer vorgesehen. Von diesem Fehldruck sind nur drei gestempelte Exemplare bekannt. Zwei davon befinden sich auf Briefen. Der Fehldruck zählt zu den größten philatelistischen Raritäten der Welt. Sein Wert liegt bei mehreren Millionen Euro.

### Weitere Briefmarkenausgaben

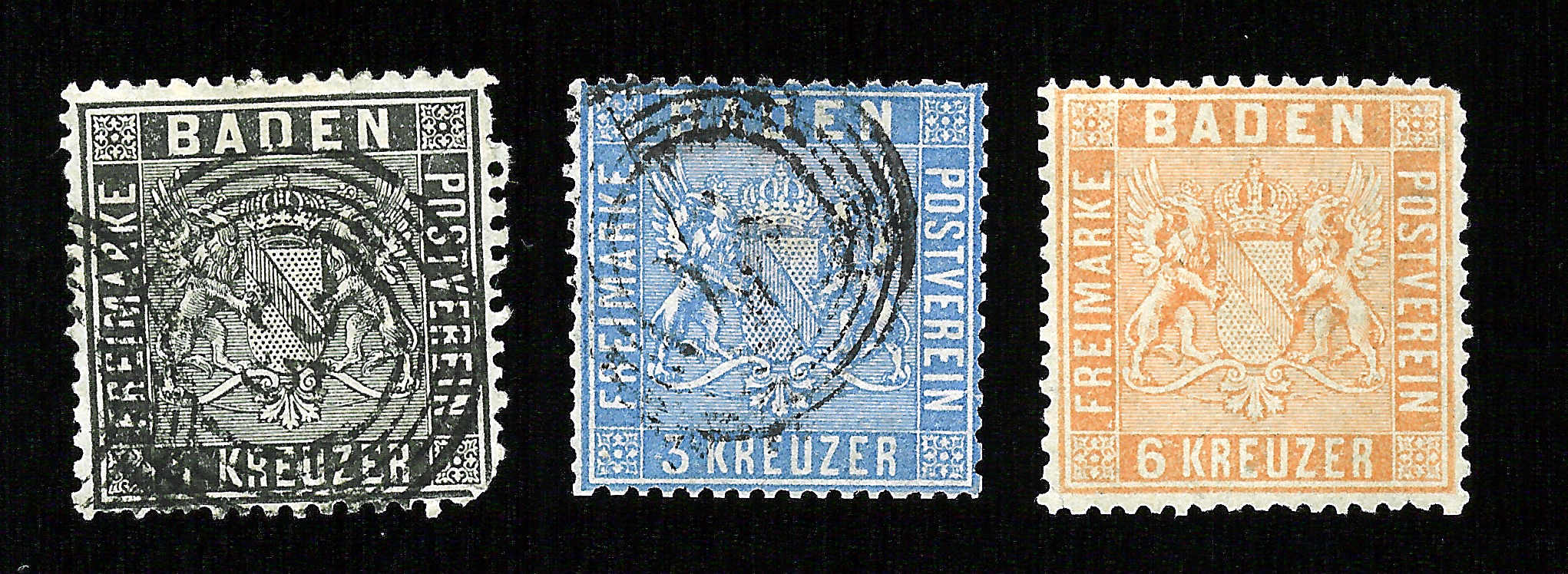
Die ersten badischen Briefmarken mit dem Wappen

Baden verausgabte bis 1871 insgesamt 28 verschiedene Briefmarken. Die Ausgaben von 1853 und 1858 folgen in ihrer Gestaltung den ersten Ausgaben von 1851, weichen jedoch in der Papierfarbe für die jeweiligen Portostufen ab. Mit den, nun auch erstmals gezähnten Briefmarken von 1860 wich man von schwarzem Druck auf farbiges Papier ab und verausgabte künftig einfarbig gedruckte Marken auf weißem Papier. Anstelle der Ziffernzeichnung trugen die Marken ab 1860 künftig das badische Wappen.

### Landpost

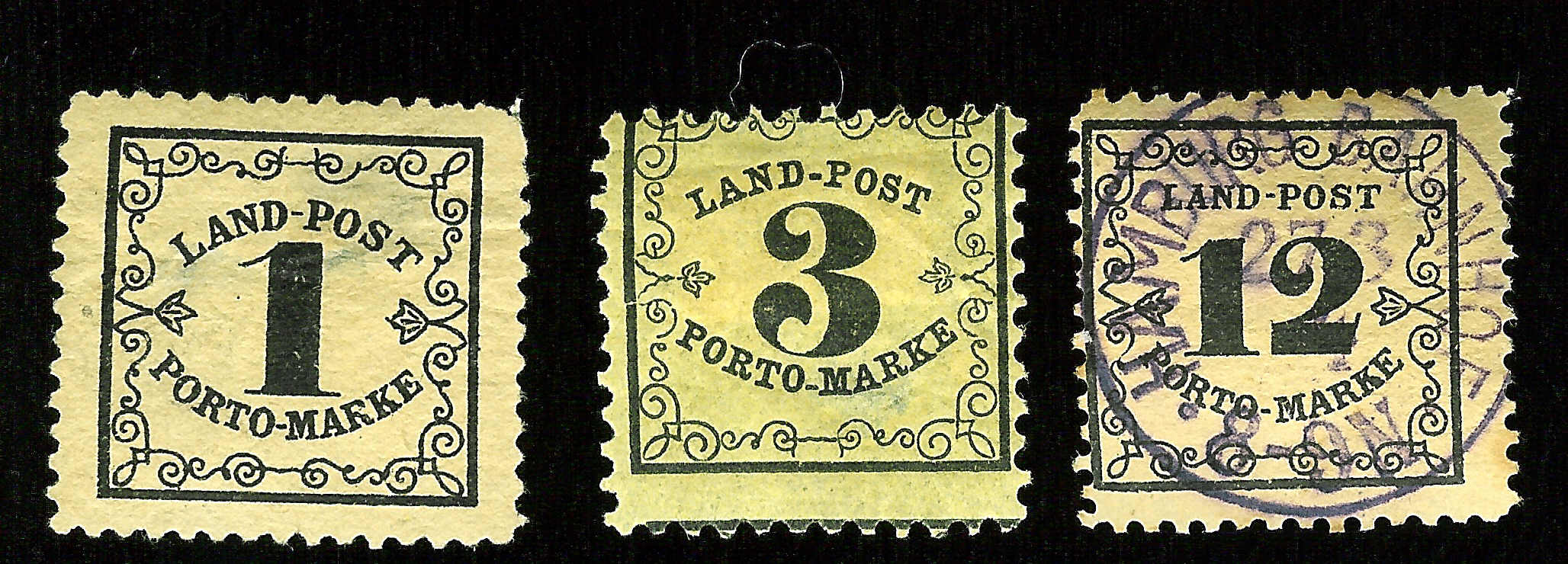
Landpost-Briefmarken

Die Landpost-Portomarken bilden ein Sondergebiet der Badener Postgeschichte. Die drei Werte zu 1, 3 und 12 Kreuzer wurden am 1. Oktober 1862 verausgabt. Diese Briefmarken wurden während der Verwendungszeit der Marken nicht an Postkunden abgegeben und konnten nicht als Freimarken verwendet werden.
Mit diesen Landpost-Portomarken wurde Portobeträge für unfrankierte, nur durch die Landpost beförderten Postsendungen sowie die Landpost-Bestellgebühr, die nicht vom Absender entrichtet war, sowie in bestimmten Fällen andere Gebühren erhoben. Sie sollten rückseitig verklebt werden, kommen aber häufig auch vorderseitig vor.

### Fälschungen
Wenn man die 1-Kreuzer-Marke von 1853 für längere Zeit in Tee eintaucht, erhält das Papier die getönte Farbe der 1-Kreuzer-Marke von 1851, was seinen Preis verzehnfacht, allerdings ist der Farbton ein wenig wässerig. In warmes Wasser getaucht löst sich die Verfärbung der verfälschten Marke, das Wasser wird dunkler. Gefährdet ist auch die 3-Kreuzer-Marke. Die Marke von 1862, gezähnt 13½, mit ungewöhnlich engem Rand oder besonders schöner Zähnung könnte aus der Marke mit der Zähnung 10 umgestrickt worden sein um den Wert drastisch zu steigern. Beide Marken müssen gleich groß sein. Recht primitiv sind Fälschungen der 18-Kreuzer-Marke. Hier sind die Buchstaben unterschiedlich und durch Vergleich mit anderen Marken der Serie feststellbar. Die 30-Kreuzer-Marke kommt gelegentlich mit falschem Stempel daher. In diesem Falle kann nur der Prüfer helfen.
Die Landpost-Portomarken kommen ungestempelt als Ganzfälschung vor. Dabei ist das zur Wertziffer hinzeigende Blatt nicht gut gelungen und durch Vergleich zu erkennen. Zudem ist das Papier bräunlicher.

## Eintritt ins Deutsche Reich
Mit dem 31. Dezember 1871 ging das gesamte Postwesen Badens in die Hände der Deutschen Reichspost über. Ab diesem Zeitpunkt teilt die Postgeschichte Badens die Postgeschichte des Deutschen Reiches. Die Briefmarken Badens konnten nur bis zu diesem Tag verwendet werden, ein Umtausch in postgültige Briefmarken des Deutschen Reiches war jedoch bis zum 25. Februar 1872 möglich.